# 小果锥
小果锥（学名：Castanopsis fleuryi）为壳斗科锥属下的一个种。

## 扩展阅读
- 維基物種上的相關：小果锥